# Ана Джонс
Ана Джонс (на английски: Ana Johns) е псевдоним на американската писателка Виктория Ван Тийм (на английски: Victoria Van Tiem), авторка на произведения в жанра социална драма, любовен роман и исторически роман.

## Биография и творчество
Ана Джонс е родена в Детройт, Мичиган, САЩ. Произхожда от фамилия на словашки емигранти дошли в САЩ през 1907 г. Следва телевизионна журналистика. След дипломирането си повече от двадесет години работи в сферата на изкуствата. Тя е основател, творчески директор и художник в компания, съчетаваща художествена фотография и дигитална живопис. През 2008 г. получава диагноза множествена склероза и за да се мотивира започва да се занимава с карате, като печели чарен колан, а по-късно и с кикбокс. Пенсионира се през 2011 г. на 40 години и се насочва към писането, първоначално на любовни романи.
Първият ѝ роман под псевдонима Ана Джонс, „Жената в бялото кимоно“, е издаден през 2019 г. За романа е вдъхновена от историята на нейния баща, който е служил в американския флот в Япония и се е влюбил в красиво японско момиче, проучва архивите от периода след Втората световна война и проблема с децата от смесените връзки и бракове. В историята, чието начало е през 1957 г. в Япония, седемнадесетгодишната Наоко Накамура има уреден брак с бизнес партньор на баща ѝ, но тя е влюбена в гайджин – американски моряк. Скоро семейството научава, че тя е бременна с детето на чужденеца, тя и семейството ѝ са опозорени, а тя е изгонена и изоставена. След много години в САЩ Тори Ковач открива писмо, докато се грижи за своя възстановяващ се баща. Неочакваните истини я отвеждат в отдалечено село в Япония, където се изправя срещу демоните от миналото на баща си. Романът става международен бестселър и е преведен на над 25 езика по света.
Ана Джонс живее със семейството си в малка ферма край Индианаполис.

## Произведения

### Като Виктория Ван Тийм

#### Самостоятелни романи
- Love Like the Movies (2014)[7]
- Holding Out for a Hero (2016)

### Като Ана Джонс

#### Самостоятелни романи
- The Woman in the White Kimono (2019)[1][2]
Жената в бялото кимоно, изд.: „Сиела“, София (2019), прев. Надя Баева